# Блумингтон (Калифорнија)
Блумингтон (енгл. Bloomington) насељено је место без административног статуса у америчкој савезној држави Калифорнија.

## Демографија
По попису из 2010. године број становника је 23.851, што је 4.533 (23,5%) становника више него 2000. године.
| Група             | 2000.          | 2010.          |
| Белци             | 5.581 (28,9%)  | 3.369 (14,1%)  |
| Афроамериканци    | 778 (4,0%)     | 649 (2,7%)     |
| Азијати           | 215 (1,1%)     | 330 (1,4%)     |
| Хиспаноамериканци | 12.436 (64,4%) | 19.326 (81,0%) |
| Укупно            | 19.318         | 23.851         |